# Großer Preis von Italien 2010
Der Große Preis von Italien 2010 (offiziell Formula 1 Gran Premio Santander d’Italia 2010) fand am 12. September auf dem Autodromo Nazionale Monza in Monza statt und war das 14. Rennen der Formel-1-Weltmeisterschaft 2010.

## Berichte

### Hintergrund
Nach dem Großen Preis von Belgien führte Lewis Hamilton in der Fahrerwertung mit drei Punkten vor Mark Webber und mit 31 Punkten vor Sebastian Vettel. In der Konstrukteurswertung führte Red Bull-Renault mit einem Punkt vor McLaren-Mercedes und mit 80 Punkten vor Ferrari.
Der Große Preis von Italien wurde 2010 zum 60. Mal im Rahmen der Formel-1-Weltmeisterschaft auf dem Autodromo Nazionale Monza ausgetragen.
Mit Michael Schumacher (fünfmal), Rubens Barrichello (dreimal), Fernando Alonso und Vettel (jeweils einmal) traten vier ehemalige Sieger zu diesem Grand Prix an.

### Training
Im ersten freien Training sicherte sich Jenson Button die Führungsposition vor Vettel und Hamilton. Bei Force India-Mercedes kam Paul di Resta für Adrian Sutil zum Einsatz.
Im zweiten freien Training erzielte Vettel die schnellste Runde vor den Ferrari-Piloten Alonso und Felipe Massa.
Im dritten freien Training setzte sich Hamilton vor Vettel und Alonso an die Spitze des Feldes.

### Qualifying
Das Qualifying bestand aus drei Teilen mit einer Nettolaufzeit von 45 Minuten. Im ersten Qualifying-Segment (Q1) hatten die Fahrer 18 Minuten Zeit, um sich für das Rennen zu qualifizieren. Die besten 17 Fahrer erreichten den nächsten Teil. Im ersten Abschnitt des Qualifyings erzielte Massa die Bestzeit. Die HRT-, Virgin- und Lotus-Piloten sowie Vitantonio Liuzzi schieden aus.
Im zweiten Segment der Qualifikation (Q2) übernahm Alonso die Führungsposition. Die Sauber- und Toro Rosso-Piloten sowie Witali Petrow, Schumacher und Sutil schieden aus.
Im dritten Abschnitt (Q3) behielt Alonso die Spitzenposition und erzielte die erste Pole-Position für Ferrari in dieser Saison. Button wurde vor Massa Zweiter. Für Alonso war es die 19. Karriere-Pole.

### Rennen

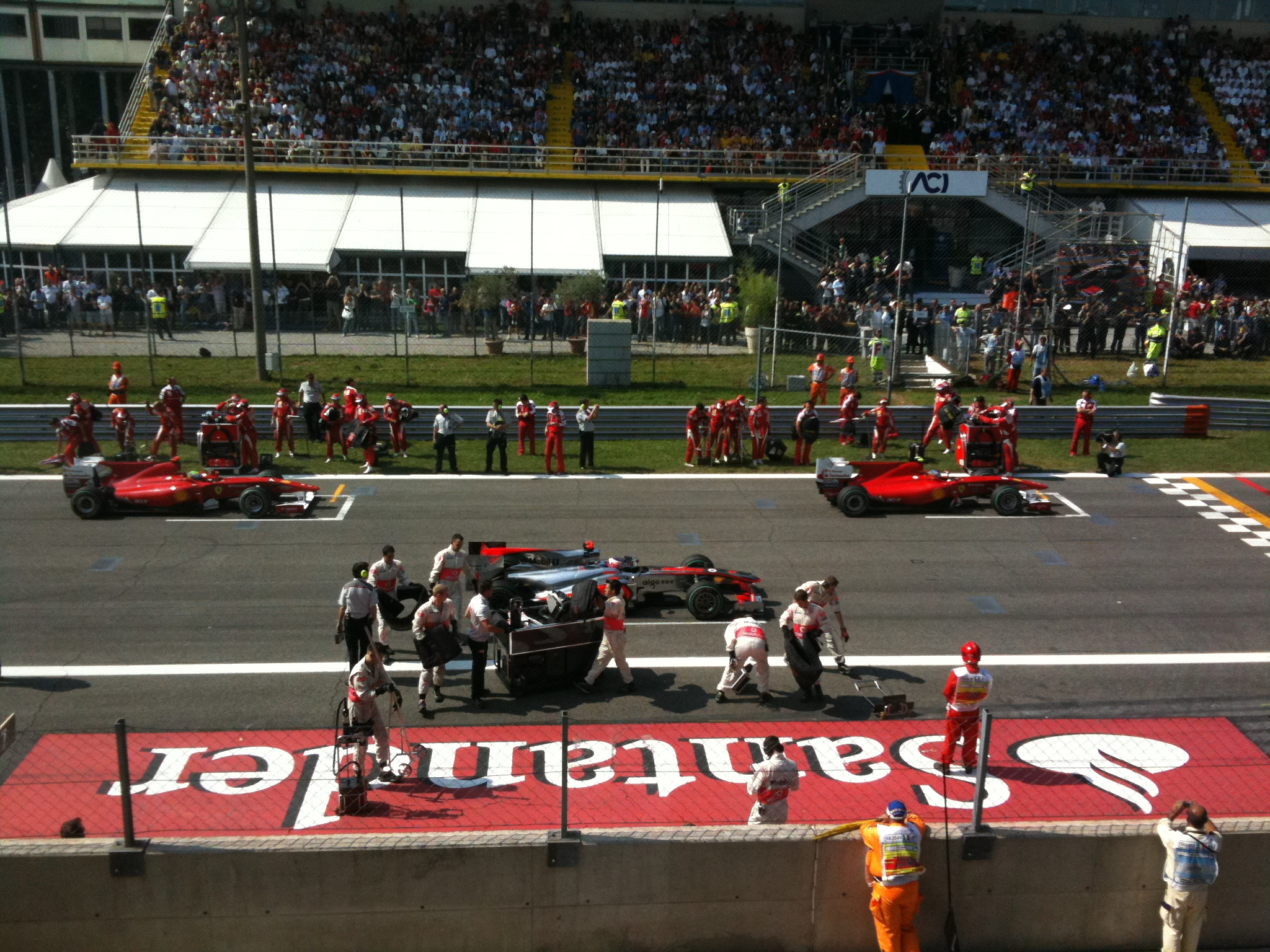
Fernando Alonso stand in der Startaufstellung vor Jenson Button und Felipe Massa

Beim Start zum Großen Preis von Italien verlor Alonso die Führung an Button. Er musste zudem seinen zweiten Platz gegen seinen Teamkollegen Massa verteidigen. Hinter den beiden Ferrari-Piloten versuchte Hamilton vor der Variante della Roggia an Massa vorbeizufahren. Dabei kam es zu einer Berührung, sein rechtes Vorderrad berührte den Ferrari von Massa seitlich. Dabei brach die Aufhängung und Hamilton musste das Rennen im Kiesbett beenden. Für Kamui Kobayashi war das Rennen ebenfalls in der ersten Runde beendet. Nachdem er aufgrund technischer Probleme aus der Boxengasse gestartet war, musste er das Auto mit Getriebeproblemen nach kurzer Zeit abstellen.
Während sich die drei führenden Piloten absetzten, bildete sich dahinter eine Gruppe, in der es im Rennen zu Positionskämpfen kommen sollte. Nico Rosberg lag nach einem guten Start vor Robert Kubica, Nico Hülkenberg, Vettel, Schumacher und Webber auf dem vierten Platz. Webber, der von Platz vier ins Rennen ging, hatte somit den schlechtesten Start von den vorderen Rennfahrern. Er sorgte auch für das erste Überholmanöver in dieser Gruppe, in dem er an Schumacher vorbeiging. Der Mercedes-Pilot versuchte zu kontern, schaffte es aber nicht erneut an Webber vorbeizuziehen.
Während Bruno Senna sein Auto mit technischen Problemen abstellen musste, entwickelte sich an der Spitze ein Zweikampf zwischen Alonso und Button. Zwar startete Alonso keinen Überholversuch, es gelang ihm aber seinen Gegner regelmäßig mit schnellen Rundenzeiten unter Druck zu setzen. Button verhinderte hingegen mit schnellen Rundenzeiten, dass Alonso ihm zu nahekam. Massa behielt immer ein paar Sekunden Abstand zu den beiden Führenden, verlor aber nie vollständig den Anschluss.

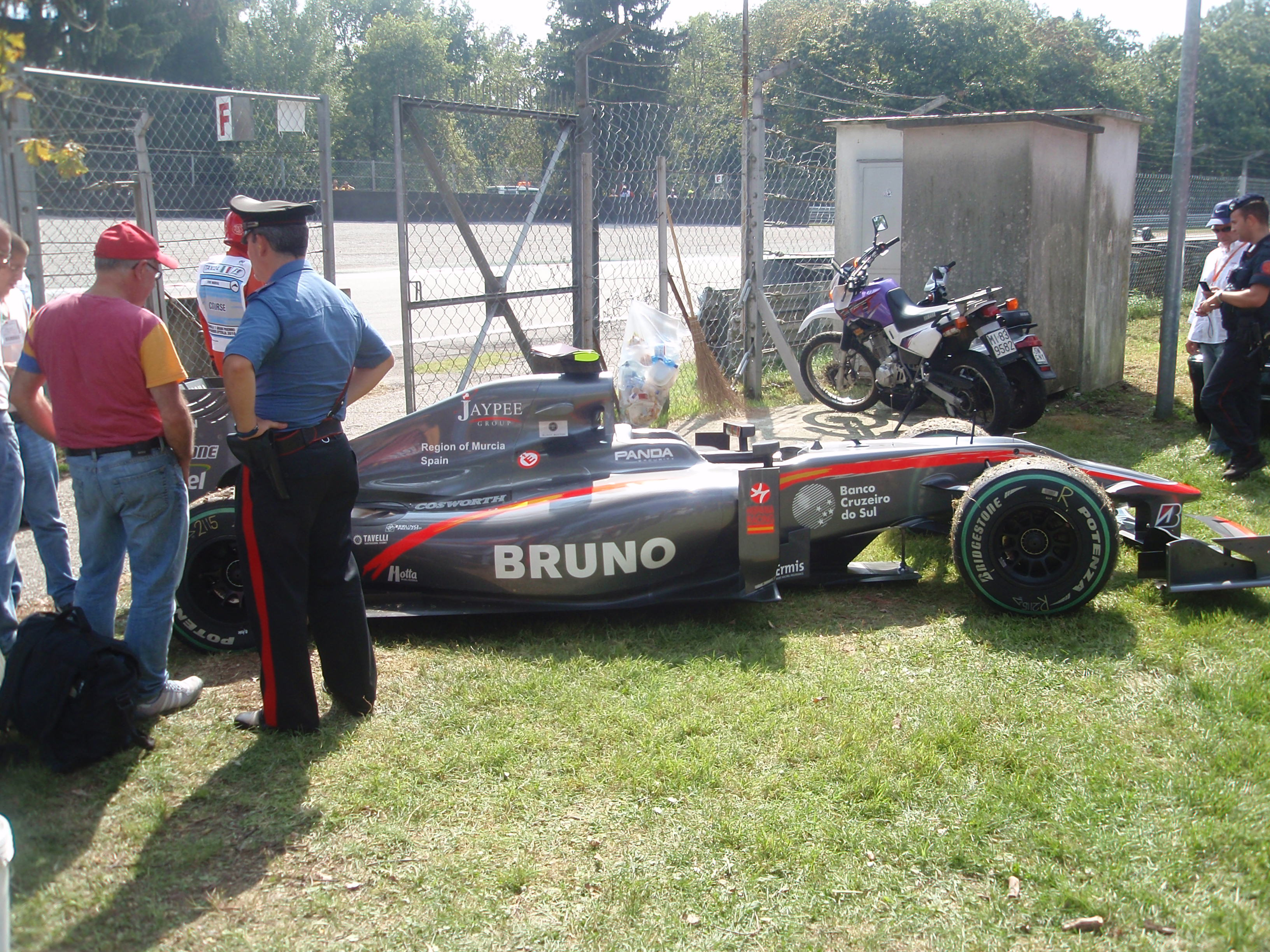
Bruno Sennas HRT nach seinem Ausfall in der Lesmo-Kurve

In der 21 Runde zog Webber auch an seinem Teamkollegen vorbei. Auf der Geraden vor Parabolica konnte Vettel nicht das Potential seines Autos ausschöpfen und Webber fuhr an ihm vorbei. Vettel meldete Motorprobleme an die Box und fuhr ein paar Runden etwas langsamer als Webber. Nach wenigen Runden fuhr Vettel allerdings wieder die Rundenzeiten von Webber und das Problem existierte nicht mehr. Auch nach dem Ende des Rennens hatte Red Bull noch keine Erklärung für den Leistungsabfall für wenige Runden.
In der Zwischenzeit musste ein Krankenwagen an die Box fahren, da Sakon Yamamoto beim Boxenstopp einen Mechaniker verletzt hatte. Ihm wurde zu früh das Signal zum Losfahren gegeben und fuhr den Mechaniker, der am rechten Hinterrad arbeitete, nieder. HRT wurde nach dem Rennen mit einer Geldstrafe von 20.000 US-Dollar belegt. Nachdem die Boxengasse wieder frei war, absolvierten einige Piloten ihren Boxenstopp, wobei es zu einigen Verschiebungen kam. Kubica verlor beim Boxenstopp einige Sekunden und fiel damit hinter Webber zurück. Rosberg verteidigte seine Position vor Hülkenberg. Vettel entschied sich dafür seinen Boxenstopp möglichst spät durchzuführen, um mit einer anderen Strategie Plätze gut zu machen.
An der Spitze war Button der erste Pilot, der an die Box kam. Zwar stand die Boxencrew von Ferrari ebenfalls zu einem Stopp bereit, aber weder Alonso noch Massa absolvierten ihren Stopp. Der Spanier blieb noch eine Runde draußen und konnte mit einer guten Runde und einem schnellen Stopp beim Duell ausgangs der Boxengasse an Button vorbeigehen. Massa blieb noch zwei weitere Runden, in denen er in Führung lag, draußen und übernahm anschließend wieder den dritten Platz.

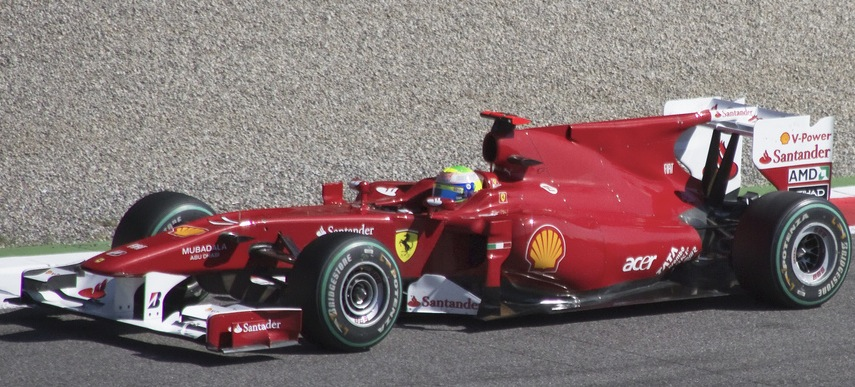
Felipe Massa fuhr auf den dritten Platz

Hinter den führenden Piloten versuchte Webber mehrfach an Hülkenberg vorbeizufahren. Das Duell bekam zudem eine besondere Bedeutung, da Vettel auf Platz vier mit guten Rundenzeiten seinen Vorsprung auf die Piloten, die schon ihren Boxenstopp absolviert hatten, vergrößerte. Nachdem Jarno Trulli seinen Rennwagen mit technischen Problemen abstellen musste, gelang es Webber an Hülkenberg vorbeizufahren. Das Rennen beendete er trotzdem hinter Vettel, der in der vorletzten Runde an die Box fuhr, um seine Reifen wechseln zu lassen. Die Strategie von Vettel ging auf und er behielt die vierte Position bis zum Ende des Rennens.

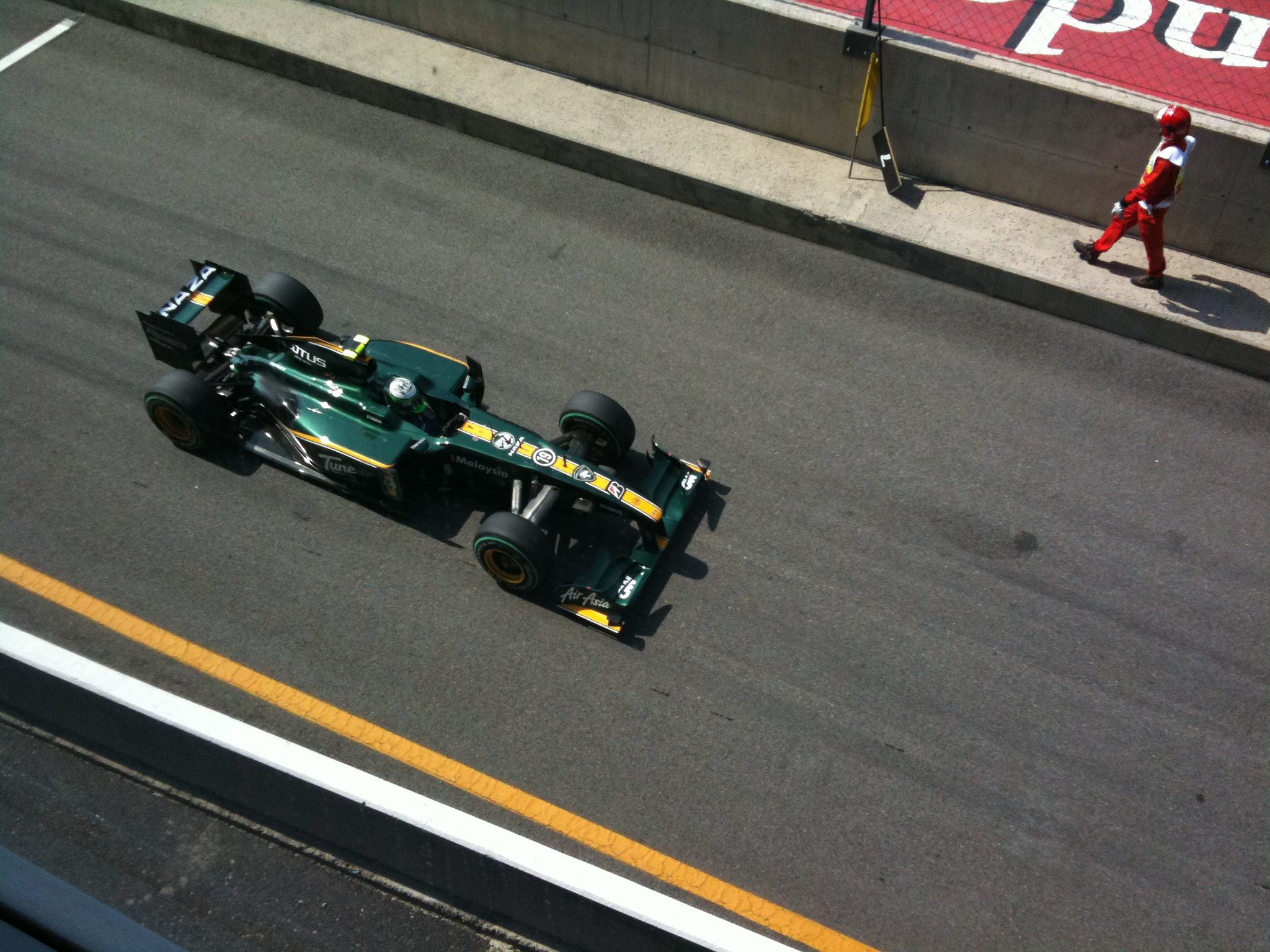
Heikki Kovalainen im Lotus-Cosworth

Schlussendlich gewann Alonso sein 24. Rennen vor Button und Massa. Es war sein dritter Saisonsieg. Die drei Führenden hatten fast eine halbe Minute Vorsprung auf den Rest des Feldes. Rosberg wurde vor Webber, Hülkenberg und Kubica Fünfter. Die weiteren Punkte gingen an Schumacher und Barrichello.
In der Fahrerweltmeisterschaft übernahm Webber wieder die Führung von Hamilton. Alonso verbesserte sich dank des Sieges auf den dritten Rang. Bei den Konstrukteuren behielt Red Bull-Renault die Spitzenposition vor McLaren-Mercedes.

## Meldeliste
| Team                         | Nr. | Fahrer             | Chassis           | Motor                | Reifen |
| ---------------------------- | --- | ------------------ | ----------------- | -------------------- | ------ |
| Vodafone McLaren Mercedes    | 01  | Jenson Button      | McLaren MP4-25    | Mercedes-Benz 2.4 V8 | B      |
| Vodafone McLaren Mercedes    | 02  | Lewis Hamilton     | McLaren MP4-25    | Mercedes-Benz 2.4 V8 | B      |
| Mercedes GP Petronas F1 Team | 03  | Michael Schumacher | Mercedes MGP W01  | Mercedes-Benz 2.4 V8 | B      |
| Mercedes GP Petronas F1 Team | 04  | Nico Rosberg       | Mercedes MGP W01  | Mercedes-Benz 2.4 V8 | B      |
| Red Bull Racing              | 05  | Sebastian Vettel   | Red Bull RB6      | Renault 2.4 V8       | B      |
| Red Bull Racing              | 06  | Mark Webber        | Red Bull RB6      | Renault 2.4 V8       | B      |
| Scuderia Ferrari Marlboro    | 07  | Felipe Massa       | Ferrari F10       | Ferrari 2.4 V8       | B      |
| Scuderia Ferrari Marlboro    | 08  | Fernando Alonso    | Ferrari F10       | Ferrari 2.4 V8       | B      |
| AT&T Williams                | 09  | Rubens Barrichello | Williams FW32     | Cosworth 2.4 V8      | B      |
| AT&T Williams                | 10  | Nico Hülkenberg    | Williams FW32     | Cosworth 2.4 V8      | B      |
| Renault F1 Team              | 11  | Robert Kubica      | Renault R30       | Renault 2.4 V8       | B      |
| Renault F1 Team              | 12  | Witali Petrow      | Renault R30       | Renault 2.4 V8       | B      |
| Force India F1 Team          | 14  | Paul di Resta      | Force India VJM03 | Mercedes-Benz 2.4 V8 | B      |
| Force India F1 Team          | 14  | Adrian Sutil       | Force India VJM03 | Mercedes-Benz 2.4 V8 | B      |
| Force India F1 Team          | 15  | Vitantonio Liuzzi  | Force India VJM03 | Mercedes-Benz 2.4 V8 | B      |
| Scuderia Toro Rosso          | 16  | Sébastien Buemi    | Toro Rosso STR5   | Ferrari 2.4 V8       | B      |
| Scuderia Toro Rosso          | 17  | Jaime Alguersuari  | Toro Rosso STR5   | Ferrari 2.4 V8       | B      |
| Lotus Racing                 | 18  | Jarno Trulli       | Lotus T127        | Cosworth 2.4 V8      | B      |
| Lotus Racing                 | 19  | Heikki Kovalainen  | Lotus T127        | Cosworth 2.4 V8      | B      |
| HRT F1 Team                  | 20  | Sakon Yamamoto     | HRT F110          | Cosworth 2.4 V8      | B      |
| HRT F1 Team                  | 21  | Bruno Senna        | HRT F110          | Cosworth 2.4 V8      | B      |
| BMW Sauber F1 Team           | 22  | Pedro de la Rosa   | Sauber C29        | Ferrari 2.4 V8       | B      |
| BMW Sauber F1 Team           | 23  | Kamui Kobayashi    | Sauber C29        | Ferrari 2.4 V8       | B      |
| Virgin Racing                | 24  | Timo Glock         | Virgin VR-01      | Cosworth 2.4 V8      | B      |
| Virgin Racing                | 25  | Lucas di Grassi    | Virgin VR-01      | Cosworth 2.4 V8      | B      |

Anmerkungen
1. 1 2  Di Resta fuhr den Force India mit der Nummer 14 im ersten freien Training. Sutil übernahm das Fahrzeug anschließend für das restliche Rennwochenende.

## Klassifikationen

### Qualifying
| Pos. | Fahrer             | Konstrukteur         | Q1       | Q2       | Q3       | Start |
| ---- | ------------------ | -------------------- | -------- | -------- | -------- | ----- |
| 01   | Fernando Alonso    | Ferrari              | 1:22,646 | 1:22,297 | 1:21,962 | 01    |
| 02   | Jenson Button      | McLaren-Mercedes     | 1:23,085 | 1:22,354 | 1:22,084 | 02    |
| 03   | Felipe Massa       | Ferrari              | 1:22,421 | 1:22,610 | 1:22,293 | 03    |
| 04   | Mark Webber        | Red Bull-Renault     | 1:23,431 | 1:22,706 | 1:22,433 | 04    |
| 05   | Lewis Hamilton     | McLaren-Mercedes     | 1:22,830 | 1:22,394 | 1:22,623 | 05    |
| 06   | Sebastian Vettel   | Red Bull-Renault     | 1:23,235 | 1:22,701 | 1:22,675 | 06    |
| 07   | Nico Rosberg       | Mercedes             | 1:23,529 | 1:23,055 | 1:23,027 | 07    |
| 08   | Nico Hülkenberg    | Williams-Cosworth    | 1:23,516 | 1:22,989 | 1:23,037 | 08    |
| 09   | Robert Kubica      | Renault              | 1:23,234 | 1:22,880 | 1:23,039 | 09    |
| 10   | Rubens Barrichello | Williams-Cosworth    | 1:23,695 | 1:23,142 | 1:23,328 | 10    |
| 11   | Adrian Sutil       | Force India-Mercedes | 1:23,493 | 1:23,199 | –        | 11    |
| 12   | Michael Schumacher | Mercedes             | 1:23,840 | 1:23,388 | –        | 12    |
| 13   | Kamui Kobayashi    | Sauber-Ferrari       | 1:24,273 | 1:23,659 | –        | 13    |
| 14   | Sébastien Buemi    | Toro Rosso-Ferrari   | 1:23,744 | 1:23,681 | –        | 14    |
| 15   | Witali Petrow      | Renault              | 1:24,086 | 1:23,819 | –        | 20    |
| 16   | Jaime Alguersuari  | Toro Rosso-Ferrari   | 1:24,083 | 1:23,919 | –        | 15    |
| 17   | Pedro de la Rosa   | Sauber-Ferrari       | 1:24,442 | 1:24,044 | –        | 16    |
| 18   | Jarno Trulli       | Lotus-Cosworth       | 1:25,540 | –        | –        | 17    |
| 19   | Heikki Kovalainen  | Lotus-Cosworth       | 1:25,742 | –        | –        | 18    |
| 20   | Vitantonio Liuzzi  | Force India-Mercedes | 1:25,774 | –        | –        | 19    |
| 21   | Timo Glock         | Virgin-Cosworth      | 1:25,934 | –        | –        | 24    |
| 22   | Lucas di Grassi    | Virgin-Cosworth      | 1:25,974 | –        | –        | 21    |
| 23   | Bruno Senna        | HRT-Cosworth         | 1:26,847 | –        | –        | 22    |
| 24   | Sakon Yamamoto     | HRT-Cosworth         | 1:27,020 | –        | –        | 23    |

Anmerkungen
1. ↑  Petrow wurde um fünf Plätze nach hinten versetzt, da er Glock auf dessen schneller Runde behindert hatte.
2. ↑  Glock erhielt aufgrund eines Differentialwechsels eine Startplatzstrafe von fünf Plätzen.

### Rennen
| Pos. | Fahrer             | Konstrukteur         | Runden | Stopps | Zeit        | Start | Schnellste Runde |
| ---- | ------------------ | -------------------- | ------ | ------ | ----------- | ----- | ---------------- |
| 01   | Fernando Alonso    | Ferrari              | 53     | 1      | 1:16:24,572 | 01    | 1:24,139 (52.)   |
| 02   | Jenson Button      | McLaren-Mercedes     | 53     | 1      | + 2,938     | 02    | 1:24,598 (46.)   |
| 03   | Felipe Massa       | Ferrari              | 53     | 1      | + 4,223     | 03    | 1:24,575 (51.)   |
| 04   | Sebastian Vettel   | Red Bull-Renault     | 53     | 1      | + 28,196    | 06    | 1:24,493 (50.)   |
| 05   | Nico Rosberg       | Mercedes             | 53     | 1      | + 29,942    | 07    | 1:24,491 (52.)   |
| 06   | Mark Webber        | Red Bull-Renault     | 53     | 1      | + 31,276    | 04    | 1:24,278 (52.)   |
| 07   | Nico Hülkenberg    | Williams-Cosworth    | 53     | 1      | + 32,812    | 08    | 1:24,576 (52.)   |
| 08   | Robert Kubica      | Renault              | 53     | 1      | + 34,028    | 09    | 1:24,560 (48.)   |
| 09   | Michael Schumacher | Mercedes             | 53     | 1      | + 44,948    | 12    | 1:24,947 (49.)   |
| 10   | Rubens Barrichello | Williams-Cosworth    | 53     | 1      | + 1:04,213  | 10    | 1:25,239 (48.)   |
| 11   | Sébastien Buemi    | Toro Rosso-Ferrari   | 53     | 1      | + 1:05,056  | 14    | 1:25,224 (51.)   |
| 12   | Vitantonio Liuzzi  | Force India-Mercedes | 53     | 1      | + 1:06,106  | 19    | 1:25,102 (51.)   |
| 13   | Witali Petrow      | Renault              | 53     | 1      | + 1:18,919  | 20    | 1:24,644 (53.)   |
| 14   | Pedro de la Rosa   | Sauber-Ferrari       | 52     | 1      | + 1 Runde   | 16    | 1:26,325 (47.)   |
| 15   | Jaime Alguersuari  | Toro Rosso-Ferrari   | 52     | 2      | + 1 Runde   | 15    | 1:25,472 (51.)   |
| 16   | Adrian Sutil       | Force India-Mercedes | 52     | 2      | + 1 Runde   | 11    | 1:24,937 (51.)   |
| 17   | Timo Glock         | Virgin-Cosworth      | 51     | 1      | + 2 Runden  | 24    | 1:27,765 (50.)   |
| 18   | Heikki Kovalainen  | Lotus-Cosworth       | 51     | 1      | + 2 Runden  | 18    | 1:27,822 (50.)   |
| 19   | Sakon Yamamoto     | HRT-Cosworth         | 51     | 1      | + 2 Runden  | 23    | 1:28,875 (45.)   |
| 20   | Lucas di Grassi    | Virgin-Cosworth      | 50     | 1      | DNF         | 21    | 1:28,171 (46.)   |
| –    | Jarno Trulli       | Lotus-Cosworth       | 46     | 1      | DNF         | 17    | 1:29,017 (30.)   |
| –    | Bruno Senna        | HRT-Cosworth         | 11     | 0      | DNF         | 22    | 1:30,880 (10.)   |
| –    | Lewis Hamilton     | McLaren-Mercedes     | 0      | 0      | DNF         | 05    | –                |
| –    | Kamui Kobayashi    | Sauber-Ferrari       | 0      | 0      | DNF         | 13    | –                |

## WM-Stände nach dem Rennen
Die ersten zehn des Rennens bekamen 25, 18, 15, 12, 10, 8, 6, 4, 2 bzw. 1 Punkt(e).

### Fahrerwertung
| Pos. | Fahrer             | Konstrukteur         | Punkte |
| ---- | ------------------ | -------------------- | ------ |
| 01   | Mark Webber        | Red Bull-Renault     | 187    |
| 02   | Lewis Hamilton     | McLaren-Mercedes     | 182    |
| 03   | Fernando Alonso    | Ferrari              | 166    |
| 04   | Jenson Button      | McLaren-Mercedes     | 165    |
| 05   | Sebastian Vettel   | Red Bull-Renault     | 163    |
| 06   | Felipe Massa       | Ferrari              | 124    |
| 07   | Nico Rosberg       | Mercedes             | 112    |
| 08   | Robert Kubica      | Renault              | 108    |
| 09   | Michael Schumacher | Mercedes             | 46     |
| 10   | Adrian Sutil       | Force India-Mercedes | 45     |
| 11   | Rubens Barrichello | Williams-Cosworth    | 31     |
| 12   | Kamui Kobayashi    | Sauber-Ferrari       | 21     |
| 13   | Witali Petrow      | Renault              | 19     |

| Pos. | Fahrer            | Konstrukteur         | Punkte |
| ---- | ----------------- | -------------------- | ------ |
| 14   | Nico Hülkenberg   | Williams-Cosworth    | 16     |
| 15   | Vitantonio Liuzzi | Force India-Mercedes | 13     |
| 16   | Sébastien Buemi   | Toro Rosso-Ferrari   | 7      |
| 17   | Pedro de la Rosa  | Sauber-Ferrari       | 6      |
| 18   | Jaime Alguersuari | Toro Rosso-Ferrari   | 3      |
| 19   | Heikki Kovalainen | Lotus-Cosworth       | 0      |
| 20   | Karun Chandhok    | HRT-Cosworth         | 0      |
| 21   | Lucas di Grassi   | Virgin-Cosworth      | 0      |
| 22   | Jarno Trulli      | Lotus-Cosworth       | 0      |
| 23   | Bruno Senna       | HRT-Cosworth         | 0      |
| 24   | Timo Glock        | Virgin-Cosworth      | 0      |
| 25   | Sakon Yamamoto    | HRT-Cosworth         | 0      |

### Konstrukteurswertung
| Pos. | Konstrukteur         | Punkte |
| ---- | -------------------- | ------ |
| 01   | Red Bull-Renault     | 350    |
| 02   | McLaren-Mercedes     | 347    |
| 03   | Ferrari              | 290    |
| 04   | Mercedes             | 158    |
| 05   | Renault              | 127    |
| 06   | Force India-Mercedes | 58     |

| Pos. | Konstrukteur       | Punkte |
| ---- | ------------------ | ------ |
| 07   | Williams-Cosworth  | 47     |
| 08   | Sauber-Ferrari     | 27     |
| 09   | Toro Rosso-Ferrari | 10     |
| 10   | Lotus-Cosworth     | 0      |
| 11   | HRT-Cosworth       | 0      |
| 12   | Virgin-Cosworth    | 0      |